# Longuerue
Longuerue é uma comuna francesa na região administrativa da Normandia, no departamento de Sena Marítimo. Estende-se por uma área de 5,37 km². Em 2010 a comuna tinha 332 habitantes (densidade: 61,8 hab./km²).